# Lycianthes dendropilosa
Lycianthes dendropilosa är en potatisväxtart som först beskrevs av Symon, och fick sitt nu gällande namn av Anthony R. Bean. Lycianthes dendropilosa ingår i Himmelsögonsläktet som ingår i familjen potatisväxter. Inga underarter finns listade i Catalogue of Life.